# Julius Arnold
Julius Arnold (Zurigo, 19 agosto 1835 – Heidelberg, 3 febbraio 1915) è stato un patologo tedesco.
Figlio dell'anatomista Friedrich Arnold (1803-1890).

## Biografia
Studiò medicina presso l'Università di Heidelberg, Praga, Vienna e Berlino, dove era uno studente di Rudolf Virchow (1821-1902). Nel 1859 divenne medico e nel 1866 divenne professore di anatomia patologica e direttore dell'istituto di patologia di Heidelberg. Arnold fu autore di 120 articoli nel campo dell'istologia e dell'anatomia patologica.
Con il patologo austriaco Hans Chiari, descrisse una malformazione chiamata "Sindrome di Arnold-Chiari", un disturbo che coinvolge la deformità del cervelletto e del tronco cerebrale. Arnold descrisse i suoi risultati patologici, associati al disturbo, in un neonato morto poco dopo la pubblicazione. Inoltre, pubblicò il suo resoconto del disturbo in un documento del 1894 intitolato "Myelocyste, Transposition von Gewebskeimen und Sympodie".

## Opere principali
- Anatomische Beiträge zu der Lehre von den Schusswunden, Heidelberg 1873.
- Untersuchungen über Staubinhalation und Staubmetastase, Leipzig 1885.
- Über den Kampf des menschlichen Körpers mit den Bakterien, Heidelberg 1888.[3]